# Interlands Lets voetbalelftal 1922-1929
Deze pagina toont een chronologisch en gedetailleerd overzicht van de interlands die het Lets voetbalelftal heeft gespeeld in de periode 1922 – 1929.

## Interlands

### 1922
|                                                                            |                 |       |                  |                                                                          |
| 24 september Vriendschappelijk № 1 «onderlinge duels» 16:00 uur (UTC+1:37) | Letland         | 1 – 1 | Estland          | ASK stadion, Riga Toeschouwers: 3.000 Scheidsrechter: Verner Eklöf (FIN) |
| 24 september Vriendschappelijk № 1 «onderlinge duels» 16:00 uur (UTC+1:37) | Edvīns Bārda 2' |       | 88' Oskar Üpraus | ASK stadion, Riga Toeschouwers: 3.000 Scheidsrechter: Verner Eklöf (FIN) |

### 1923
|                                                                    |                  |       |                  |                                                                                |
| 24 juli Vriendschappelijk № 2 «onderlinge duels» 18:00 uur (UTC+2) | Estland          | 1 – 1 | Letland          | Kalevi Staadion, Tallinn Toeschouwers: 4.000 Scheidsrechter: Gunnar Sund (SWE) |
| 24 juli Vriendschappelijk № 2 «onderlinge duels» 18:00 uur (UTC+2) | Heinrich Paal 3' |       | 65' Arvīds Bārda | Kalevi Staadion, Tallinn Toeschouwers: 4.000 Scheidsrechter: Gunnar Sund (SWE) |

### 1924
| Olympische Spelen 1924 |
| ---------------------- |

|                                                                   |                                                                                  |       |         |                                                                                                 |
| 27 mei Olympische Spelen № 3 «onderlinge duels» 17:00 uur (UTC+1) | Frankrijk                                                                        | 7 – 0 | Letland | Stade de Paris, Saint-Ouen-sur-Seine Toeschouwers: 5.145 Scheidsrechter: Henri Christophe (BEL) |
| 27 mei Olympische Spelen № 3 «onderlinge duels» 17:00 uur (UTC+1) | Édouard Crut 17', 50' Paul Nicolas 25' Édouard Crut 28', 55' Jean Boyer 71', 87' |       |         | Stade de Paris, Saint-Ouen-sur-Seine Toeschouwers: 5.145 Scheidsrechter: Henri Christophe (BEL) |

|  |  |  |  |  |  |  |  |  |

|                                                                       |                  |       |                                |                                                                            |
| 22 juni Vriendschappelijk № 4 «onderlinge duels» 16:00 uur (UTC+1:37) | Letland          | 1 – 3 | Turkije                        | LSB stadions, Riga Toeschouwers: 5.000 Scheidsrechter: August Silber (EST) |
| 22 juni Vriendschappelijk № 4 «onderlinge duels» 16:00 uur (UTC+1:37) | Edvīns Bārda 56' |       | 11', 16', 68' Zeki Rıza Sporel | LSB stadions, Riga Toeschouwers: 5.000 Scheidsrechter: August Silber (EST) |

|                                                                           |         |                                       |         |                                                                             |
| 14 augustus Vriendschappelijk № 5 «onderlinge duels» 18:00 uur (UTC+1:37) | Letland | 0 – 2                                 | Finland | LSB stadions, Riga Toeschouwers: 4.000 Scheidsrechter: Heinrich Plhak (AUT) |
| 14 augustus Vriendschappelijk № 5 «onderlinge duels» 18:00 uur (UTC+1:37) |         | 13' Kalle Fallström 26' Aulis Koponen |         | LSB stadions, Riga Toeschouwers: 4.000 Scheidsrechter: Heinrich Plhak (AUT) |

|                                                                        |                             |       |                                                                                       |                                                                              |
| 16 augustus Vriendschappelijk № 6 «onderlinge duels» 16:30 uur (UTC+2) | Litouwen                    | 2 – 4 | Letland                                                                               | LFLS Stadion, Kaunas Toeschouwers: 5.000 Scheidsrechter: August Silber (EST) |
| 16 augustus Vriendschappelijk № 6 «onderlinge duels» 16:30 uur (UTC+2) | Vilhelmas Nopensas 17', 88' |       | 2' Česlavs Stančiks 22' Arvīds Bārda 34' Aleksandrs Ābrams 40' (pen.) Vladimirs Plade | LFLS Stadion, Kaunas Toeschouwers: 5.000 Scheidsrechter: August Silber (EST) |

|                                                                          |                                        |       |         |                                                                              |
| 18 oktober Vriendschappelijk № 7 «onderlinge duels» 15:30 uur (UTC+1:37) | Letland                                | 2 – 0 | Estland | ASK stadions, Riga Toeschouwers: 4.000 Scheidsrechter: Dieter Grünbaum (AUT) |
| 18 oktober Vriendschappelijk № 7 «onderlinge duels» 15:30 uur (UTC+1:37) | Aleksandrs Ābrams 27' Edvīns Bārda 33' |       |         | ASK stadions, Riga Toeschouwers: 4.000 Scheidsrechter: Dieter Grünbaum (AUT) |

### 1925
|                                                                       |                                           |       |                     |                                                                                     |
| 9 augustus Vriendschappelijk № 8 «onderlinge duels» 18:00 uur (UTC+2) | Finland                                   | 3 – 1 | Letland             | Töölön Pallokenttä, Helsinki Toeschouwers: 2.000 Scheidsrechter: Theodor Malm (SWE) |
| 9 augustus Vriendschappelijk № 8 «onderlinge duels» 18:00 uur (UTC+2) | Verner Eklöf 74' Kalle Fallström 79', 85' |       | 72' Arnolds Tauriņš | Töölön Pallokenttä, Helsinki Toeschouwers: 2.000 Scheidsrechter: Theodor Malm (SWE) |

|                                                                        |                                                   |       |                                        |                                                                                   |
| 26 augustus Vriendschappelijk № 9 «onderlinge duels» 18:00 uur (UTC+2) | Estland                                           | 2 – 2 | Letland                                | Kalevi Keskstaadion, Tallinn Toeschouwers: 4.000 Scheidsrechter: Imre Józsa (HUN) |
| 26 augustus Vriendschappelijk № 9 «onderlinge duels» 18:00 uur (UTC+2) | Arnold Pihlak 85' (pen.) Arnold Pihlak 89' (pen.) |       | 9' Arnolds Tauriņš 19' Arnolds Tauriņš | Kalevi Keskstaadion, Tallinn Toeschouwers: 4.000 Scheidsrechter: Imre Józsa (HUN) |

|                                                                             |                       |       |                                              |                                                                            |
| 20 september Vriendschappelijk № 10 «onderlinge duels» 15:30 uur (UTC+1:37) | Letland               | 2 – 2 | Litouwen                                     | ASK stadions, Riga Toeschouwers: 2.500 Scheidsrechter: August Silber (EST) |
| 20 september Vriendschappelijk № 10 «onderlinge duels» 15:30 uur (UTC+1:37) | Edvīns Bārda 23', 85' |       | 15' Stasys Sabaliauskas 55' Leonas Žukauskas | ASK stadions, Riga Toeschouwers: 2.500 Scheidsrechter: August Silber (EST) |

### 1926
|                                                                     |                                                                                         |       |                  |                                                                                 |
| 20 juli Vriendschappelijk № 11 «onderlinge duels» 18:30 uur (UTC+2) | Letland                                                                                 | 4 – 1 | Zweden           | ASK stadions, Riga Toeschouwers: 5.000 Scheidsrechter: Alexander McKibbin (EST) |
| 20 juli Vriendschappelijk № 11 «onderlinge duels» 18:30 uur (UTC+2) | Kurts Strazdiņš 6' Alberts Šeibelis 41' (pen.) Arnolds Tauriņš 47' Arkādijs Pavlovs 66' |       | 3' Axel Hedström | ASK stadions, Riga Toeschouwers: 5.000 Scheidsrechter: Alexander McKibbin (EST) |

|                                                                         |                     |       |                                                           |                                                                            |
| 12 augustus Vriendschappelijk № 12 «onderlinge duels» 18:30 uur (UTC+2) | Letland             | 1 – 4 | Finland                                                   | ASK stadions, Riga Toeschouwers: 4.000 Scheidsrechter: August Silber (EST) |
| 12 augustus Vriendschappelijk № 12 «onderlinge duels» 18:30 uur (UTC+2) | Kurts Strazdiņš 87' |       | 13', 20' Aulis Koponen 25' Bertil Silve 74' Abbe Lönnberg | ASK stadions, Riga Toeschouwers: 4.000 Scheidsrechter: August Silber (EST) |

|                                                                         |                                                  |       |                                                |                                                                                |
| 21 augustus Vriendschappelijk № 13 «onderlinge duels» 17:00 uur (UTC+2) | Litouwen                                         | 2 – 3 | Letland                                        | Makabi Stadionas, Kaunas Toeschouwers: 2.500 Scheidsrechter: Otto Silber (EST) |
| 21 augustus Vriendschappelijk № 13 «onderlinge duels» 17:00 uur (UTC+2) | Stasys Sabaliauskas 22' Romualdas Žebrauskas 49' |       | 27', 86' Arkādijs Pavlovs 56' Česlavs Stančiks | Makabi Stadionas, Kaunas Toeschouwers: 2.500 Scheidsrechter: Otto Silber (EST) |

|                                                                          |         |                         |         |                                                                             |
| 19 september Vriendschappelijk № 14 «onderlinge duels» 16:00 uur (UTC+2) | Letland | 0 – 1                   | Estland | ASK stadions, Riga Toeschouwers: 5.000 Scheidsrechter: Johann Zwicker (AUT) |
| 19 september Vriendschappelijk № 14 «onderlinge duels» 16:00 uur (UTC+2) |         | 70' Eduard Ellman-Eelma |         | ASK stadions, Riga Toeschouwers: 5.000 Scheidsrechter: Johann Zwicker (AUT) |

### 1927
|                                                                    | |        |         |                                                                                      |
| 29 mei Vriendschappelijk № 15 «onderlinge duels» 14:30 uur (UTC+1) | Zweden | 12 – 0 | Letland | Olympisch Stadion, Stockholm Toeschouwers: 19.000 Scheidsrechter: Peco Bauwens (GER) |
| 29 mei Vriendschappelijk № 15 «onderlinge duels» 14:30 uur (UTC+1) | Albin Hallbäck 9', 30', 31', 44', 77', 84' Sven Rydell 11', 65', 85' Torsten Johansson 40' Per Kaufeldt 48' Knut Andersson 80' |        |         | Olympisch Stadion, Stockholm Toeschouwers: 19.000 Scheidsrechter: Peco Bauwens (GER) |

|                                                                     |                                                                                        |       |                  |                                                                                |
| 16 juni Vriendschappelijk № 16 «onderlinge duels» 19:00 uur (UTC+2) | Estland                                                                                | 4 – 1 | Letland          | Kadriorustadion, Tallinn Toeschouwers: 4.000 Scheidsrechter: Gunnar Sund (SWE) |
| 16 juni Vriendschappelijk № 16 «onderlinge duels» 19:00 uur (UTC+2) | Eduard Ellman-Eelma 5' Arnold Pihlak 20' Arnold Pihlak 34' Česlavs Stančiks 70' (e.d.) |       | 17' Emīls Urbāns | Kadriorustadion, Tallinn Toeschouwers: 4.000 Scheidsrechter: Gunnar Sund (SWE) |

|                                                                     |                                                                         |       |                                                                    |                                                                            |
| 27 juli Vriendschappelijk № 17 «onderlinge duels» 18:30 uur (UTC+2) | Letland                                                                 | 6 – 3 | Litouwen                                                           | ASK stadions, Riga Toeschouwers: 3.500 Scheidsrechter: Karel Kettner (TCH) |
| 27 juli Vriendschappelijk № 17 «onderlinge duels» 18:30 uur (UTC+2) | Vladimirs Plade 8', 57' Voldemārs Žins 17', 58', 89' Arvīds Bradiņš 39' |       | 40' Romualdas Marcinkus 63' Nachmanas Blatas 72' Vilius Trumpjonas | ASK stadions, Riga Toeschouwers: 3.500 Scheidsrechter: Karel Kettner (TCH) |

|                                                                          |                                                                |       |                      |                                                                                      |
| 11 september Vriendschappelijk № 18 «onderlinge duels» 13:00 uur (UTC+2) | Finland                                                        | 3 – 1 | Letland              | Töölön Pallokenttä, Helsinki Toeschouwers: 2.500 Scheidsrechter: Heinrich Paal (EST) |
| 11 september Vriendschappelijk № 18 «onderlinge duels» 13:00 uur (UTC+2) | Pēteris Lauks 40' (e.d.) Kalle Fallström 41' Aulis Koponen 80' |       | 62' Alberts Šeibelis | Töölön Pallokenttä, Helsinki Toeschouwers: 2.500 Scheidsrechter: Heinrich Paal (EST) |

|                                                                          |                                                                             |       |                   |                                                                               |
| 25 september Vriendschappelijk № 19 «onderlinge duels» 16:00 uur (UTC+2) | Letland                                                                     | 4 – 1 | Estland           | LSB stadions, Riga Toeschouwers: 3.500 Scheidsrechter: Ernst Thomaschky (GER) |
| 25 september Vriendschappelijk № 19 «onderlinge duels» 16:00 uur (UTC+2) | Voldemārs Žins 23' Emīls Urbāns 33' Voldemārs Plade 51' Voldemārs Plade 53' |       | 62' Arnold Pihlak | LSB stadions, Riga Toeschouwers: 3.500 Scheidsrechter: Ernst Thomaschky (GER) |

### 1928
|                                                                    |         |                                                |        |                                                                               |
| 6 juli Vriendschappelijk № 20 «onderlinge duels» 19:00 uur (UTC+2) | Letland | 0 – 4                                          | Zweden | LSB stadions, Riga Toeschouwers: 4.000 Scheidsrechter: Ernst Thomaschky (GER) |
| 6 juli Vriendschappelijk № 20 «onderlinge duels» 19:00 uur (UTC+2) |         | 14', 17', 35' Ernst Lööf 25' Bertil Pettersson |        | LSB stadions, Riga Toeschouwers: 4.000 Scheidsrechter: Ernst Thomaschky (GER) |

|                                                                        |                                             |       |          |                                                                                  |
| 25 juli Baltische Beker 1928 № 21 «onderlinge duels» 18:30 uur (UTC+2) | Letland                                     | 3 – 0 | Litouwen | Kadriorustadion, Tallinn Toeschouwers: 2.000 Scheidsrechter: Gustaf Ekberg (SWE) |
| 25 juli Baltische Beker 1928 № 21 «onderlinge duels» 18:30 uur (UTC+2) | Arkādijs Pavlovs 2' Alberts Vaters 25', 66' |       |          | Kadriorustadion, Tallinn Toeschouwers: 2.000 Scheidsrechter: Gustaf Ekberg (SWE) |

|                                                                        |         |                     |         |                                                                                  |
| 27 juli Baltische Beker 1928 № 22 «onderlinge duels» 18:30 uur (UTC+2) | Estland | 0 – 1               | Letland | Kadriorustadion, Tallinn Toeschouwers: 5.000 Scheidsrechter: Gustaf Ekberg (HUN) |
| 27 juli Baltische Beker 1928 № 22 «onderlinge duels» 18:30 uur (UTC+2) |         | 63' Arnolds Tauriņš |         | Kadriorustadion, Tallinn Toeschouwers: 5.000 Scheidsrechter: Gustaf Ekberg (HUN) |

|                                                                         |                                           |       |                          |                                                                            |
| 19 augustus Vriendschappelijk № 23 «onderlinge duels» 17:00 uur (UTC+2) | Letland                                   | 2 – 1 | Finland                  | LSB stadions, Riga Toeschouwers: 1.000 Scheidsrechter: Heinrich Paal (EST) |
| 19 augustus Vriendschappelijk № 23 «onderlinge duels» 17:00 uur (UTC+2) | Arkādijs Pavlovs 62' Arkādijs Pavlovs 87' |       | 90' (pen.) Abbe Lönnberg | LSB stadions, Riga Toeschouwers: 1.000 Scheidsrechter: Heinrich Paal (EST) |

|                                                                         |                    |       |                  |                                                                                 |
| 1 september Vriendschappelijk № 24 «onderlinge duels» 16:00 uur (UTC+2) | Litouwen           | 1 – 1 | Letland          | Makabi Stadionas, Kaunas Toeschouwers: 2.500 Scheidsrechter: Georg Muntau (GER) |
| 1 september Vriendschappelijk № 24 «onderlinge duels» 16:00 uur (UTC+2) | Algirdas Škėma 55' |       | 78' Emīls Urbāns | Makabi Stadionas, Kaunas Toeschouwers: 2.500 Scheidsrechter: Georg Muntau (GER) |

|                                                                          |                     |       |                   |                                                                                    |
| 23 september Vriendschappelijk № 25 «onderlinge duels» 16:00 uur (UTC+2) | Letland             | 1 – 1 | Estland           | LSB stadions, Riga Toeschouwers: 4.000 Scheidsrechter: Valerijonas Balčiūnas (LTU) |
| 23 september Vriendschappelijk № 25 «onderlinge duels» 16:00 uur (UTC+2) | Voldemārs Plade 26' |       | 41' Arnold Pihlak | LSB stadions, Riga Toeschouwers: 4.000 Scheidsrechter: Valerijonas Balčiūnas (LTU) |

### 1929
|                                                                     | |        |         |                                                                                |
| 28 juli Vriendschappelijk № 26 «onderlinge duels» 18:00 uur (UTC+1) | Zweden | 10 – 0 | Letland | Malmö Idrottsplats, Malmö Toeschouwers: 8.944 Scheidsrechter: Otto Remke (DEN) |
| 28 juli Vriendschappelijk № 26 «onderlinge duels» 18:00 uur (UTC+1) | Albin Dahl 10', 67' Sven Rydell 13' Knut Kroon 15', 63' Rupert Andersson 46', 77', 87' Henning Helgesson 62' John Nilsson 83' |        |         | Malmö Idrottsplats, Malmö Toeschouwers: 8.944 Scheidsrechter: Otto Remke (DEN) |

|                                                                            |                               |       |                        |                                                                           |
| 14 augustus Baltische Beker 1929 № 27 «onderlinge duels» 18:00 uur (UTC+2) | Letland                       | 3 – 1 | Litouwen               | LSB stadions, Riga Toeschouwers: 2.000 Scheidsrechter: Peco Bauwens (GER) |
| 14 augustus Baltische Beker 1929 № 27 «onderlinge duels» 18:00 uur (UTC+2) | Vladimirs Plade 51', 68', 86' |       | 89' Stepas Chmelevskis | LSB stadions, Riga Toeschouwers: 2.000 Scheidsrechter: Peco Bauwens (GER) |

|                                                                            |                                            |       |                                         |                                                                            |
| 16 augustus Baltische Beker 1929 № 28 «onderlinge duels» 18:00 uur (UTC+2) | Letland                                    | 2 – 2 | Estland                                 | LSB stadions, Riga Toeschouwers: 4.000 Scheidsrechter: Peter Bauwens (GER) |
| 16 augustus Baltische Beker 1929 № 28 «onderlinge duels» 18:00 uur (UTC+2) | Aleksandrs Priede 27' Arkādijs Pavlovs 63' |       | 9' Eugen Einman 29' Eduard Ellman-Eelma | LSB stadions, Riga Toeschouwers: 4.000 Scheidsrechter: Peter Bauwens (GER) |

|                                                                          |                                                             |       |                     |                                                                                       |
| 15 september Vriendschappelijk № 29 «onderlinge duels» 13:00 uur (UTC+2) | Finland                                                     | 3 – 1 | Letland             | Töölön Pallokenttä, Helsinki Toeschouwers: 4.000 Scheidsrechter: Axel Bergqvist (SWE) |
| 15 september Vriendschappelijk № 29 «onderlinge duels» 13:00 uur (UTC+2) | Torsten Svanström 10' Arvo Närvänen 13' Yrjö Suontausta 17' |       | 43' Ērihs Pētersons | Töölön Pallokenttä, Helsinki Toeschouwers: 4.000 Scheidsrechter: Axel Bergqvist (SWE) |

|                                                                          |                                                                                  |       |                             |                                                                                       |
| 18 september Vriendschappelijk № 30 «onderlinge duels» 17:00 uur (UTC+2) | Estland                                                                          | 4 – 1 | Letland                     | Kalevi Keskstaadion, Tallinn Toeschouwers: 4.000 Scheidsrechter: Harry Kuhlberg (FIN) |
| 18 september Vriendschappelijk № 30 «onderlinge duels» 17:00 uur (UTC+2) | Johannes Brenner 10' Eduard Ellman-Eelma 33' Heinrich Paal 50' Arnold Pihlak 75' |       | 82' (pen.) Alberts Šeibelis | Kalevi Keskstaadion, Tallinn Toeschouwers: 4.000 Scheidsrechter: Harry Kuhlberg (FIN) |

België · Bulgarije · Denemarken · Duitsland · Engeland · Estland · Finland · Frankrijk · Griekenland · Hongarije · Ierland · Italië · Joegoslavië · Letland · Litouwen · Luxemburg · Nederland · Noord-Ierland · Noorwegen · Oostenrijk · Polen · Portugal · Roemenië · Schotland · Sovjet-Unie · Spanje · Tsjecho-Slowakije · Turkije · Wales · Zweden · Zwitserland
LFF · A-internationals · Bondscoaches · Statistieken · Lets vrouwenelftal · Olympisch elftal · Letland U21 · Letland U20 · Letland U19 · Letland U18 · Letland U17 · Letland U16
1922 – 1929 ·
1930 – 1940 ·
1950 – 1989 · 
1990 – 1999 ·
2000 – 2009 ·
2010 – 2019 ·
2020 – 2029
EK 1996 · 
EK 2000 · 
EK 2004 · 
EK 2008 · 
EK 2012
WK 1994 · 
WK 1998 · 
WK 2002 · 
WK 2006 · 
WK 2010 · 
WK 2014
OS 1924
1922 · 
1923 · 
1924 · 
1925 · 
1926 · 
1927 · 
1928 · 
1929 · 
1930 · 
1931 · 
1932 · 
1933 · 
1934 · 
1935 · 
1936 · 
1937 · 
1938 · 
1939 · 
1940 · 
1941 · 
1942 · 
1943 · 1944 · 
1945 · 
1946 · 
1947 · 
1948 · 
1949 · 
1950 – 1990 · 
1991 · 
1992 · 
1993 · 
1994 · 
1995 · 
1996 · 
1997 · 
1998 · 
1999 · 
2000 · 
2001 · 
2002 · 
2003 · 
2004 · 
2005 · 
2006 · 
2007 · 
2008 · 
2009 · 
2010 · 
2011 · 
2012 · 
2013 · 
2014 · 
2015 · 
2016 · 
2017 ·
2018 ·
2019 ·
2020 ·
2021 ·
2022
Albanië ·
Andorra ·
Angola ·
Armenië ·
Azerbeidzjan ·
Bahrein ·
België ·
Bolivia ·
Bosnië en Herzegovina ·
Brazilië ·
Bulgarije ·
China ·
Cyprus ·
Denemarken ·
Duitsland ·
Estland ·
Faeröer · 
Finland ·
Frankrijk ·
Georgië ·
Ghana ·
Gibraltar ·
Griekenland ·
Honduras ·
Hongarije ·
Ierland ·
IJsland ·
Israël ·
Japan ·
Kazachstan ·
Koeweit ·
Kosovo ·
Kroatië ·
Liechtenstein ·
Litouwen ·
Luxemburg ·
Malta ·
Moldavië ·
Montenegro ·
Nederland ·
Noord-Ierland ·
Noord-Korea ·
Noord-Macedonië ·
Noorwegen ·
Oekraïne ·
Oezbekistan · 
Oman ·
Oostenrijk ·
Polen ·
Portugal ·
Qatar ·
Roemenië · 
Rusland ·
San Marino ·
Saoedi-Arabië ·
Schotland ·
Slovenië ·
Slowakije ·
Spanje ·
Thailand ·
Tsjechië ·
Tunesië ·
Turkije ·
Verenigde Staten ·
Wales ·
Wit-Rusland ·
Zuid-Korea ·
Zweden ·
Zwitserland